# Luis Spota
Luis Mario Cayetano Spota Saavedra Ruotti Castañares (13 de julho de 1925 — 20 de janeiro de 1985) foi um escritor e jornalista mexicano.